# Pietro Marcello (regista)
Pietro Marcello (Caserta, 2 luglio 1976) è un regista e sceneggiatore italiano.

## Biografia
Studia pittura all'Accademia di Belle Arti di Napoli. Nel 2002 realizza il radiodocumentario Il tempo dei magliari, trasmesso da Radio 3. Nel 2003 gira a Napoli i cortometraggi Carta e Scampia. Nel 2004 il suo documentario Il cantiere, vince l'11ª edizione del Festival Libero Bizzarri. L'anno seguente gira La baracca, film documentario su un senzatetto che vive nel centro storico di Napoli. Collabora poi come volontario per un'ONG in Costa d'Avorio per la realizzazione del documentario Grand Bassan.
Nel 2007 gira Il passaggio della linea, documentario girato di notte sui treni espressi che attraversano l'Italia. Nel 2009, grazie anche alla fondazione gesuita San Marcellino di Genova, realizza il documentario drammatico La bocca del lupo, che vince il Torino Film Festival. Il film, presentato in vari festival internazionali, vince anche il Nastro d'argento, il David di Donatello per il miglior documentario e il premio Vittorio De Seta al Bif&st 2010 per il miglior documentario.
L'anno seguente presenta al Festival di Venezia due documentari sul cinema: Il silenzio di Pelešjan, sul regista d'avanguardia Artavazd Pelešjan, e Marco Bellocchio, Venezia 2011, un breve ritratto del regista piacentino. Nel 2015 presenta il lungometraggio Bella e perduta al Festival di Locarno. Nel 2019 presenta Martin Eden alla Mostra del cinema di Venezia; l'interpretazione di Luca Marinelli viene premiata con la Coppa Volpi.

## Filmografia

### Lungometraggi
- Bella e perduta (2015)
- Martin Eden (2019)
- Le vele scarlatte (2022)
- Duse (2025)

### Documentari
- Il passaggio della linea (2007)
- La bocca del lupo (2010)
- Il silenzio di Pelešjan (2011)
- Per Lucio (2021)
- Futura (2021)

### Cortometraggi
- Carta (2003)
- Scampia (2003)
- Il cantiere (2004)
- La baracca (2005)
- Napoli 24 (2010) – episodio Rettifilo
- Marco Bellocchio, Venezia 2011 (2011)
- Venice 70: Future Reloaded (2013) – episodio senza titolo
- 9x10 novanta (2014) – episodio L'Italia umile
- Ossessione (2016)

## Opere

### Saggi
- Storie di magliari. Mestieranti napoletani sulle strade d'Europa, Donzelli Editore, Roma, 2017. ISBN 9788868436537

## Riconoscimenti
- Festival di Venezia
  - 2007 – Premio "Pasinetti" Doc per Il passaggio della linea
- Bellaria Film Festival
  - 2008 – Premio Casa Rossa Doc per Il passaggio della linea
- Torino Film Festival
  - 2009 – Miglior film per La bocca del lupo
  - 2009 – Premio FIPRESCI per La bocca del lupo
- Festival di Berlino
  - 2010 – Premio Caligari per La bocca del lupo
  - 2010 – Premio Teddy per La bocca del lupo
- Festival di Locarno
  - 2015 – Candidato al Pardo d'oro per Bella e perduta
  - 2015 – Premio Giuria Giovani per Bella e perduta
  - 2015 – Menzione speciale Giuria Ecumenica per Bella e perduta
- Nastro d'argento
  - 2010 – Miglior documentario per La bocca del lupo
  - 2016 – Miglior documentario per Bella e perduta
- David di Donatello
  - 2010 – Miglior documentario per La bocca del lupo
  - 2020 – Migliore sceneggiatura adattata per Martin Eden
- Bobbio Film Festival
  - 2010 – Premio miglior regia per La bocca del lupo
  - 2016 – Premio miglior regia per Bella e perduta
- Göteborg Film Festival
  - 2016 – The Ingmar Bergman International Debut Award per Bella e perduta
- München Film Festival
  - 2016 – Special Mention Inevision Award per Bella e perduta
- Ciak d'oro
  - 2016 – Ciak d'oro Mini/Skoda Bello & Invisibile per Bella e perduta[5]
  - 2020 – Candidato al miglior regista per Martin Eden[6]
- Festival de Cine Europeo de Sevilla
  - 2022 – Premio miglior regia per Le vele scarlatte